# اسلاکو کواترنیک
اسلاکو کواترنیک (انگلیسی: Slavko Kvaternik; ۲۵ اوت ۱۸۷۸ – ۱۳ ژوئن ۱۹۴۷) سیاست‌مدار اهل کرواسی بود.
وی همچنین برندهٔ جوایزی همچون صلیب آهنین شده‌است.